# Cuveglio

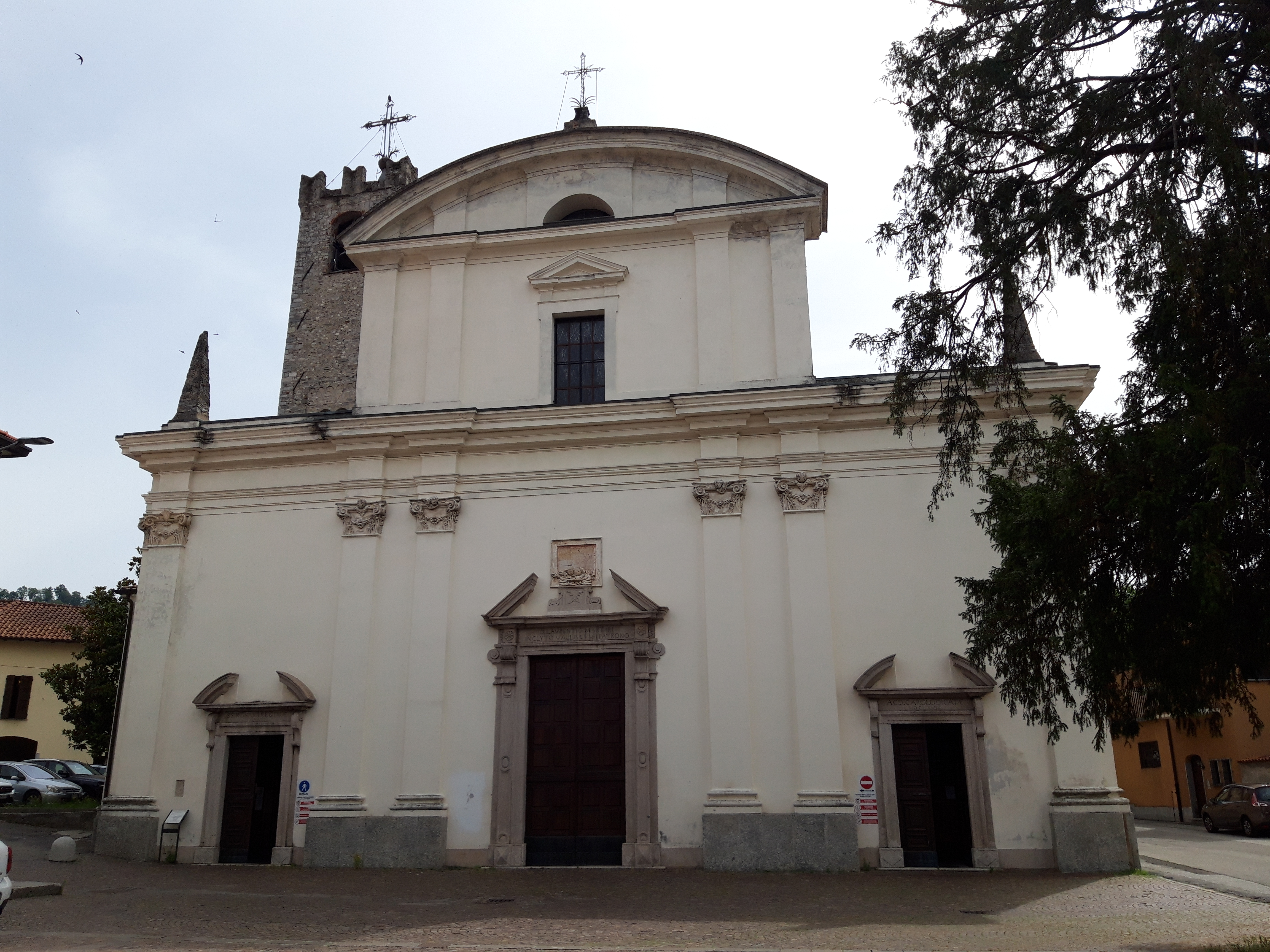
Kirche San Lorenzo

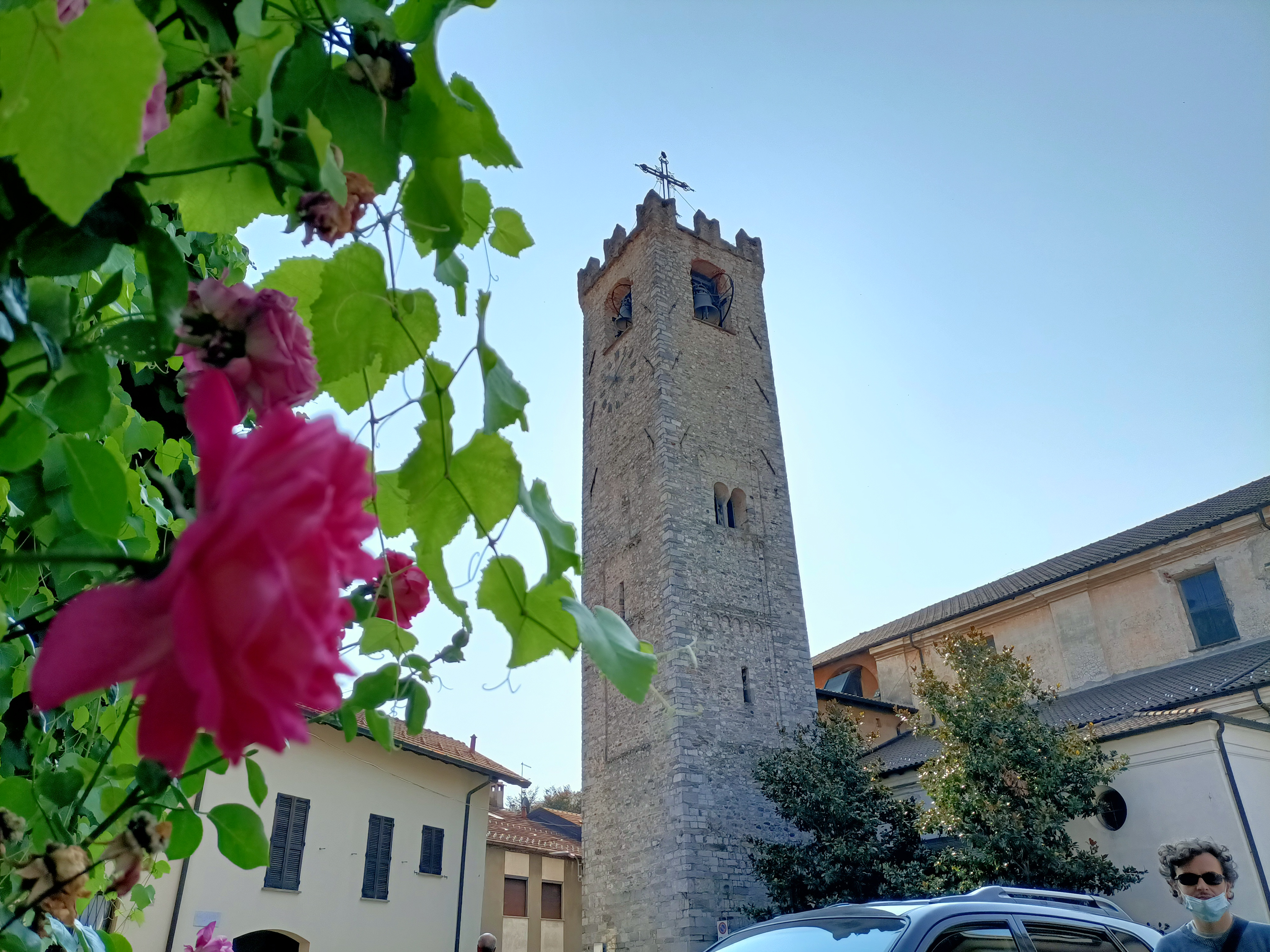
Turm der Gemeinde

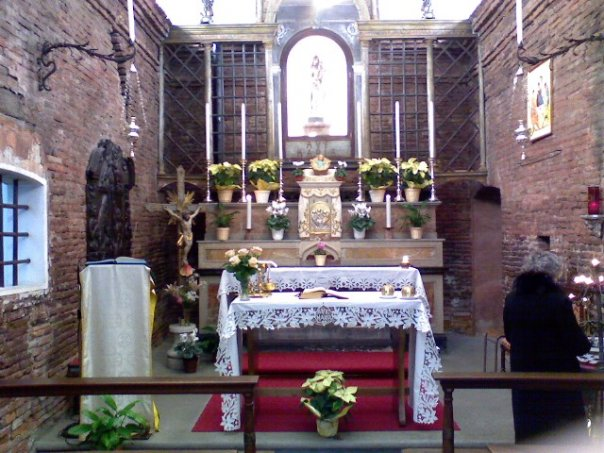
Santa casa, Innenraum

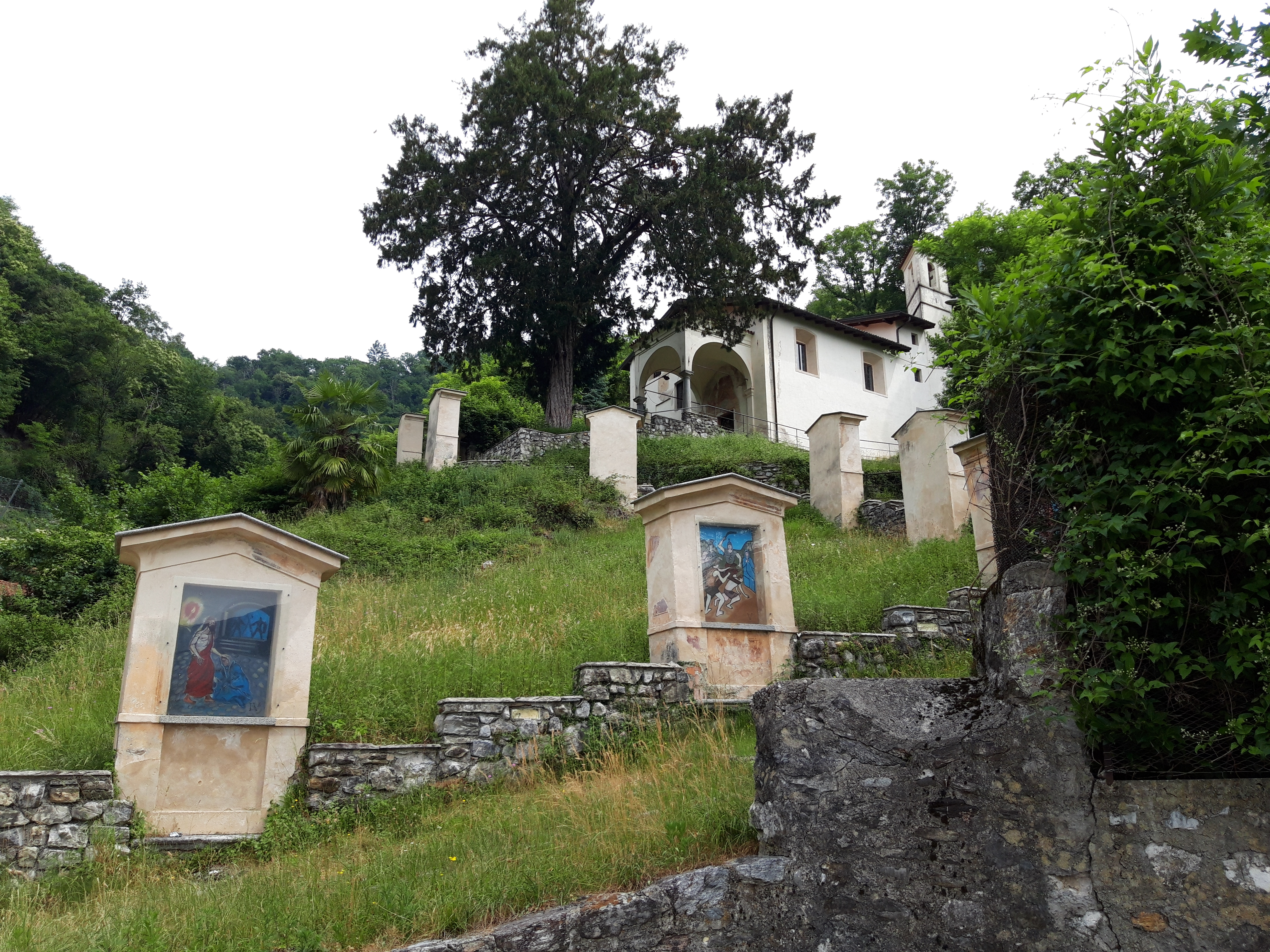
Kirchlein Sant’Anna und Via Crucis

Cuveglio ist eine italienische Gemeinde (comune) in der Provinz Varese in der Region Lombardei.

## Geographie
Die Gemeinde liegt etwa 20 Kilometer nordwestlich von Varese am Boesio. Cuveglio ist der Hauptort im Val Cuvia und bedeckt eine Fläche von 7,7 km². Zu Cuveglio gehören die Fraktionen Canonica di Cuveglio, Cavona und Vergobbio. Die Nachbargemeinden sind Casalzuigno, Cassano Valcuvia, Castello Cabiaglio, Cuvio, Duno und Rancio Valcuvia.

## Geschichte
Die ersten gesicherten Informationen über Cuveglio stammen aus einigen Pergamenten, die Ende des 12. Jahrhunderts im Sacromonte gefunden wurden; in einem dieser Pergamente finden wir den Hinweis auf das Vorhandensein einer Burg (Turm) in Cuvio, aber es ist sehr wahrscheinlich, dass sie viel früher und mit anderen Merkmalen als den heutigen gebaut wurde. Seine strategische Lage ermöglichte es, das Tal von der einzigen Straße aus zu beherrschen, die damals von Velate, Orino und Brinzio herabführte; der Torre Civica di Canonica gehörte zu den zahlreichen Festungen und Schlössern, die einst im Tal standen. Unglücklicherweise befand sich das Val Cuvia in der Mitte der Straße, die von den Barbaren aus dem Tessin und dem Ossolatal befahren wurde, und im 10. Jahrhundert wurden die Festungen des Tals von Ritterbanden im Dienste der Berengaren angegriffen, die gegen Kaiser Otto I. vorgingen, der zu dieser Zeit nach Italien gekommen war, um die Aufstände der Feudalherren zu beenden. Doch trotz der harten Prüfungen der Zeit, denen der Turm ausgesetzt war, ist er immer noch da und beherrscht das Tal.
Das Dorf Cuveglio, das in den Statuten der Straßen und Gewässer der Grafschaft Mailand erwähnt wird und zur Pieve von Cuvio gehört, gehörte zu den Gemeinden, die zur Instandhaltung der Rho-Straße beitrugen (1346). Mit einer Anweisung des Notars Giacomo Perego vom 16. Mai 1450 wurde das Gebiet von Val Cuvia von Herzog Francesco I. Sforza an seinen Ratsherrn Pietro Cotta als Lehen vergeben. Das Lehen ging 1727 an den Grafen Giulio Visconti Borromeo Arese über, mit dem Recht des Verkäufers, des Rechtsgelehrten Pietro Cotta, die Lehnsrechte, d. h. die gepolsterte Gebühr, auf Lebenszeit einzuziehen.
In den Registern des Estimo (Grundbuch) des Herzogtums Mailand von 1558 und den nachfolgenden Aktualisierungen im 17. Jahrhundert war Cuveglio unter den Gemeinden, die in derselben Pieve erfasst wurden. Im Jahr 1730 wurde ein Zusammenschluss mit der Gemeinde Duno vereinbart, der jedoch nicht zustande kam. Noch im Jahr 1751 wurde die Gemeinde an den Grafen Giulio Visconti belehnt, an den sie 82 Lire an Lehnsgebühren zahlte. Die Zuständigkeit fiel an den Podestà von Cuvio, der 7 Lire und 16 Soldi zahlte. Die einzigen Beamten waren der Bürgermeister und der Konsul, die in der Nähe auf dem öffentlichen Platz gewählt wurden. Der Bürgermeister war für die Verteilung der Steuerlast zuständig und konnte mehrere Jahre im Amt bleiben. Der Bürgermeister fungierte auch als Kanzler und erhielt 45 Lire pro Jahr.
Die zur Provinz Varese gehörende Gemeinde Cuveglio wurde 1956 aus den Gebieten der ehemaligen Gemeinden Cavona, Cuveglio in Valle und Vergobbio gebildet, die von der Gemeinde Cuvio abgetrennt wurden (Präsidialdekret Nr. 1256 vom 5. Oktober 1956). Nach dem geltenden Gesetz über die Gemeindeorganisation wurde die Gemeinde von einem Bürgermeister, einer Junta und einem Rat verwaltet. 1961 wurde der Ortsteil Canonica der Gemeinde Cuveglio zugeschlagen, die von der Gemeinde Cuvio abgetrennt wurde (Präsidialerlass Nr. 468 vom 9. Mai 1961). 1969 wurde ein unbewohntes Gebiet von der Gemeinde Cuveglio abgetrennt und der Gemeinde Cuvio zugeschlagen.

## Bevölkerung
| Bevölkerungsentwicklung | Bevölkerungsentwicklung | Bevölkerungsentwicklung | Bevölkerungsentwicklung | Bevölkerungsentwicklung | Bevölkerungsentwicklung | Bevölkerungsentwicklung | Bevölkerungsentwicklung | Bevölkerungsentwicklung | Bevölkerungsentwicklung | Bevölkerungsentwicklung | Bevölkerungsentwicklung | Bevölkerungsentwicklung | Bevölkerungsentwicklung |
| ----------------------- | ----------------------- | ----------------------- | ----------------------- | ----------------------- | ----------------------- | ----------------------- | ----------------------- | ----------------------- | ----------------------- | ----------------------- | ----------------------- | ----------------------- | ----------------------- |
| Jahr                    | 1730                    | 1751                    | 1805                    | 1853                    | 1881                    | 1901                    | 1921                    | 1951                    | 1971                    | 1991                    | 2001                    | 2011                    | 2021                    |
| Einwohner               | 110                     | 259                     | 644                     | * 567                   | 1714                    | 1587                    | 1502                    | 1368                    | 1800                    | 2492                    | 3021                    | 3397                    | 3272                    |

- 1806 Fusion mit Vergobbio und Cuvio

## Verkehr
Cuveglio liegt an der Staatsstraße 394 von Varese zur Schweizer Grenze.

## Einzelnachweise

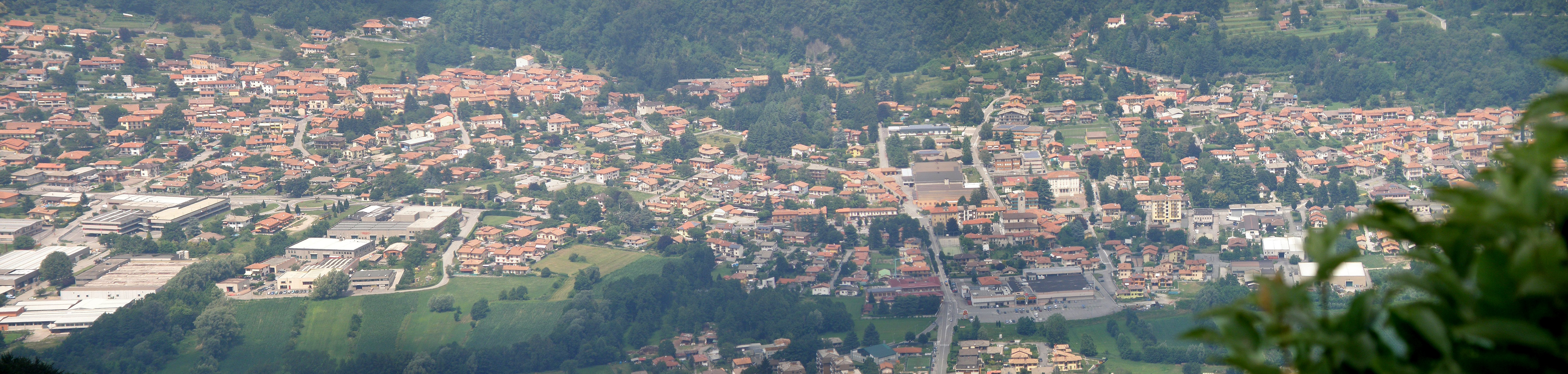
Panorama von Cuveglio seit Campo dei Fiori

## Sehenswürdigkeiten
- Pfarrkirche San Lorenzo martire[2]
- La Santa casa
- Eremo di Sant’Anna und Via Crucis
- romanischer Turm der Gemeinde[3]
- The American Southwest Museum[4]